# Potyczki z tatą
Porachunki z tatą (ang. Getting Even with Dad) – amerykańska komedia familijna z 1994 roku w reżyserii Howarda Deutcha.

## Fabuła
Chłopiec Timmy, trafia do domu taty, z którym już dawno się nie widział. Pragnie spędzić z ojcem trochę czasu. Niestety, jego tata jest zapracowany i skupiony tylko na zdobywaniu coraz większej ilości pieniędzy. Timmy chce to zmienić.

## Obsada
- Macaulay Culkin jako Timmy Gleason
- Ted Danson jako Raymond 'Ray' Gleason
- Glenne Headly jako detektyw Theresa Walsh
- Kathleen Wilhoite jako Kitty
- Dann Florek jako Wayne
- Gailard Sartain jako Carl
- Sam McMurray jako Alex
- Saul Rubinek jako Robert 'Bobby' Drace

i inni

## Nagrody i nominacje[1]
Złote Maliny 1995:
- nominacja: Najgorszy aktor (Macaulay Culkin - nominacja obejmowała także filmy: Richie milioner i Władca ksiąg)